# Nigel Hinton
Pour les articles homonymes, voir Hinton.
Nigel Hinton (né en 1941 à Londres) est un romancier britannique.

## Biographie
Il fait ses études à Londres. Il travaille dans la publicité pendant deux ans, puis enseigne l'anglais pendant neuf ans. Il travaille aussi dans le théâtre avant de se consacrer à l'écriture.
Il écrit vingt-quatre romans dont Buddy pour les adolescents et Beaver Tower pour les jeunes enfants. Son roman Time Bomb fixé en 1949 à Rotherham remporte le Book Award en 2006. Il adapte certains de ses romans à l'écran, notamment Buddy qui est passé dans une série de la BBC et Buddy's Song qui a été transformée en un long-métrage - avec notamment la vedette Roger Daltrey étant le père de Buddy, le héros du film. Il a également écrit une série de scripts originaux pour la télévision et le théâtre.
Les livres de Nigel Hinton sont très utilisés dans les écoles et Buddy est l'un des best-sellers des romans pour les adolescents dans ces vingt-cinq dernières années. Les enseignants apprécient particulièrement ses romans parce qu'ils appellent à un large éventail d'élèves et sont même capables de fasciner les adolescents qui n'ont pas l'habitude de la lecture.
Il aime la natation, la randonnée, les films et la musique, surtout le blues, le rock 'n' roll des années 1950 et le chanteur Bob Dylan. Il est un grand supporter du club de football Charlton Athletic.
Il est marié avec Rolande Lager depuis 1980.